# Berneuil (Somma)
Berneuil – miejscowość i gmina we Francji, w regionie Hauts-de-France, w departamencie Somma.
Według danych na rok 2011 gminę zamieszkiwały 263 osoby, a gęstość zaludnienia wynosiła 48 osób/km² (wśród 2293 gmin Pikardii Berneuil plasuje się na 787. miejscu pod względem liczby ludności, natomiast pod względem powierzchni na miejscu 822.).